# Боной
Боной (чечен. Боной) — один из чеченских тайпов, представители которого являются выходцами из территориальной группы (тукхум) (социально-экономический союз) овхой.

## Общие сведения
Тайп расселён основном на северо-западной части Дагестана. Родовое село Банайаул. Выходцы тайпа «Боной» согласно рукописи — это ответвление тайпа Зогой, генетически родственны другому чеченскому тайпу Кей. В работе Нану Семёнова под названием «Сказки и легенды чеченцев» 1882 года упоминается тайп Боной, по мнению Головлёва это ауховские Боной.